# Mijaíl Dolivo-Dobrovolsky

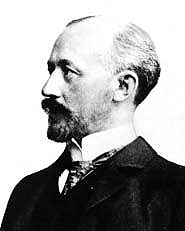
Mijaíl Osipovich Dolivo-Dobrovolsky

Mijaíl Osipovich Dolivo-Dobrovolsky (en ruso: Михаи́л О́сипович Доли́во-Доброво́льский; en alemán: Michail von Dolivo-Dobrowolsky or Michail Ossipowitsch Doliwo-Dobrowolski) fue un ingeniero, electricista e inventor de origen polaco y ruso, activo en el Imperio alemán y también en Suiza.
Después de estudiar en Alemania y mientras trabajaba en Berlín para Allgemeine Elektricitäts-Gesellschaft (AEG), se convirtió en uno de los piioneros de los sistemas eléctricos polifásicos (los otros fueron Nikola Tesla, Galileo Ferraris y Jonas Wenström), desarrollando el generador eléctrico trifásico y un motor eléctrico trifásico en 1888 y estudiando las conexiones en delta y estrella. El triunfo del sistema trifásico se exhibió en Europa en la Exposición Internacional Electrotécnica de 1891, donde Dolivo-Dobrovolsky utilizó este sistema para transmitir energía eléctrica a la distancia de 176 km con una eficiencia del 75%. En 1891 también creó un transformador trifásico y el motor de inducción de jaula de ardilla.Diseñó la primera central hidroeléctrica trifásica del mundo en 1891.